# Левин, Арнольд
Арнольд Джей Левин (Arnold J. Levine; род. 30 июля 1939, Бруклин, Нью-Йорк) — американский молекулярный биолог, специалист в области онкологии. Член Национальных Академии наук (1991) и Медицинской академии (1995) США, а также Американского философского общества (2000). Доктор, эмерит-профессор Института перспективных исследований в Принстоне, ранее профессор Принстонского университета, Университета штата Нью-Йорк, Ратгерского университета, в 1998—2002 годах президент Рокфеллеровского университета.
В 1979 году выявил белок p53.

## Биография
Окончил Harpur College Университета штата Нью-Йорк (бакалавр биологии, 1961). Степень доктора философии по микробиологии получил в 1966 году в школе медицины Пенсильванского университета под началом Harold Ginsberg. Являлся постдоком в Калтехе у Robert L. Sinsheimer.
С 1968 по 1979 год в Принстонском университете: ассистент-профессор, с 1973 года ассоциированный профессор, с 1976 года профессор биохимии.
С 1979 по 1983 год профессор и заведующий кафедрой микробиологии школы медицины Университета штата Нью-Йорк в Стоуни-Брук.
С 1984 по 1998 год вновь в Принстонском университете как именной профессор (Harry C. Wiess Professor in the Life Sciences) и до 1996 года также заведующий кафедрой микробиологии.
С 1998 по 2002 год президент Рокфеллеровского университета и его именной профессор (Robert Harriet Heilbrunn Professor) биологии рака.
С 2003 по 2015 год профессор на кафедрах биохимии и педиатрии Robert Wood Johnson Medical School.
В 2003—2004 годах приглашённый профессор, с 2004 года профессор, с 2011 года эмерит школы естествознания Института перспективных исследований в Принстоне.
C 1984 по 1994 год главный редактор Journal of Virology.
Член общества Sigma Xi, Американского общества микробиологии, Американской ассоциации содействия развитию науки и др.

## Награды и отличия
- Lila Gruber Cancer Research Award, Американская академия дерматологии (1992)
- Charles Rodolphe Brupbacher Preis für Krebsforschung[нем.], C.R. Brupbacher Foundation, Цюрих, Швейцария (1993)
- Katharine Berkan Judd Award, Мемориальный онкологический центр имени Слоуна — Кеттеринга (1993)
- Komen Brinker Award for Scientific Distinction[англ.], Фонд по борьбе с раком груди им. Сьюзен Комен (1993)
- Dr. Josef Steiner Krebsforschungspreis[нем.], Берн, Швейцария (1993)
- Bristol-Meyers Squibb Award for Distinguished Achievement in Cancer Research[англ.] (1994)
- Strang Award, David M. and Barbara Baldwin Foundation (1994, первый удостоенный)
- Simon M. Shubitz Award Чикагского университета (1995)
- Thomas A. Edison Science Award штата Нью-Джерси (1995)
- Ciba Drew Award in Biomedical Research[англ.], Университет Дрю (1995)
- The City of Medicine Award, г. Дарем, Северная Каролина (1997)
- Paul Ehrlich and Ludwig Darmstaedter Prize[англ.], фонд Пауля Эрлиха (1998)
- Bertner Award, MD Anderson Cancer Center (1998)
- G.H.A. Clowes Award, AACR (1998)
- Премия Луизы Гросс Хорвиц Колумбийского университета (1998)
- Paul Janssen Prize, Center for Advanced Biotechnology and Medicine[англ.] (1998)
- Rabbi Shai Shacknai Memorial Prize, Еврейский университет в Иерусалиме (1999)
- Charles S. Mott Prize[англ.], General Motors Cancer Research Foundation (1999)
- Centennial Gold Medal Award, National Institute of Social Sciences (1999)
- Thomas P. Infusino Prize in Cancer Causation and Epidemiology, Еврейский университет в Иерусалиме (2000)
- Medal for Outstanding Contributions to Biomedical Research, Мемориальный онкологический центр имени Слоуна — Кеттеринга (2000)
- Keio Medical Science Prize[англ.], Япония (2000)
- Alfred Knudson Award in Cancer Genetics, Национальный институт онкологии (2001)
- Премия медицинского центра Олбани (2001, первый удостоенный)
- Jill Rose Award, Breast Cancer Research Foundation[англ.] (2001)
- Award for Basic Research, Surgical Society of Oncologists (2003)
- Freedom to Discover Award, Bristol Myers Squibb (2005)
- Dart/NYU Biotechnology Achievement Award Нью-Йоркского университета (2008)
- Kirk A. Landon-AACR Prize for Basic Cancer Research (2008)
- Медаль Почёта Американского онкологического общества (2009)
- Steven C. Beering Award for Advancement of Biomedical Science, Indiana University School of Medicine[англ.] (2010)
- Vallee Foundation Visiting Professorship (2012)
- Onsager Medal[англ.], Норвежский университет естественных и технических наук (2012)

Почётный доктор парижского Университета Пьера и Марии Кюри (1994), Пенсильванского университета (1996), Icahn School of Medicine at Mount Sinai (1997), Университета штата Нью-Йорк в Бингемтоне (1997), английского Йоркского университета (1997), Rider University (2000), Бард-колледжа (2000), University of Medicine and Dentistry of New Jersey (2001), израильского Института Вейцмана (2001).